# Jauhar

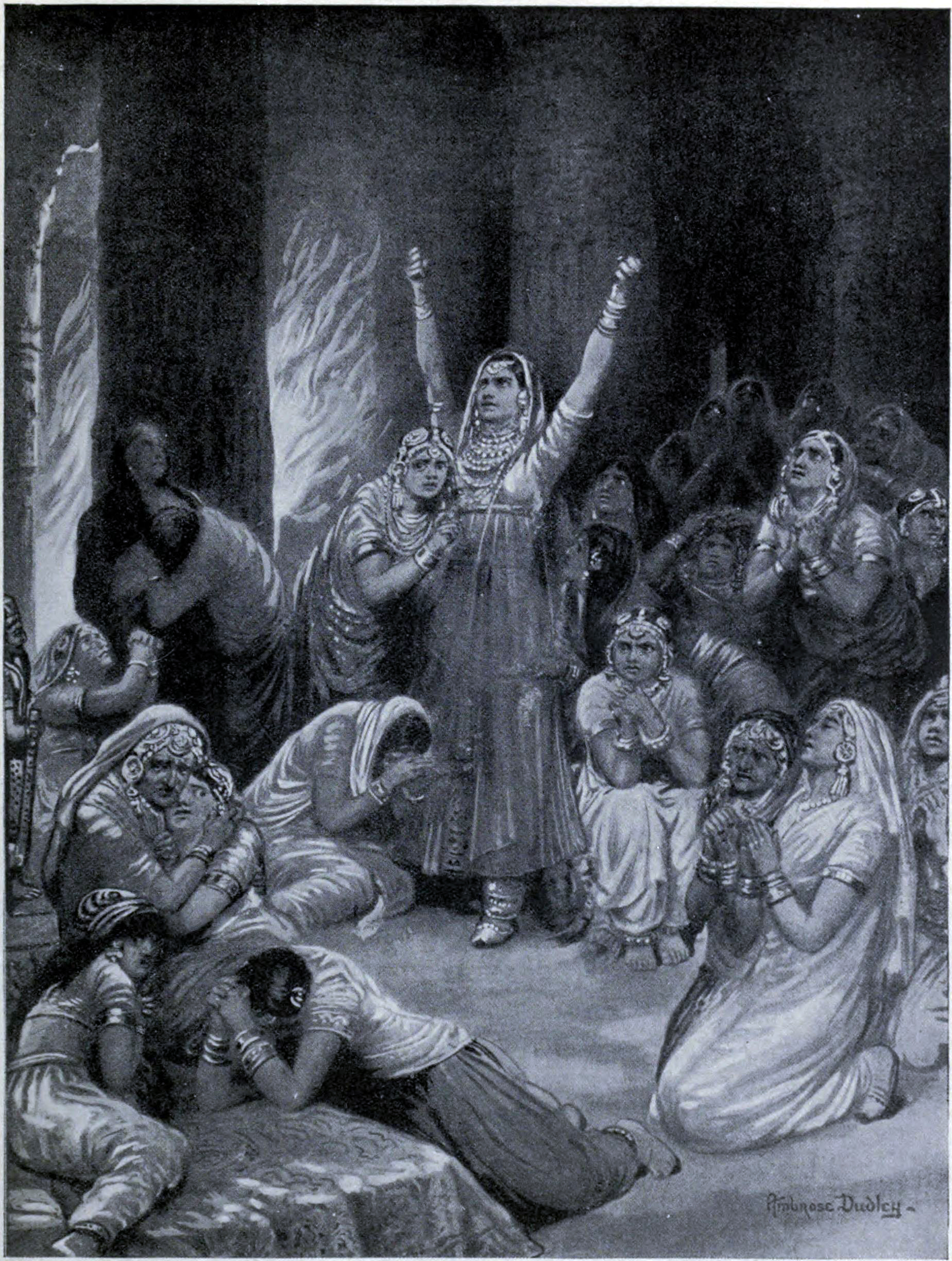
La cerimònia Rajput de Jauhar, 1567, representada per Ambrose Dudley a "Hutchinsons History of the Nations", any 1910

El Jauhar, de vegades escrit Jowhar o Juhar, és l'acte d'autoimmolació massiva per part de les dones, o bé com una manera d'execució per part dels seus marits en parts del subcontinent indi, per evitar la captura, l'esclavitud i la violació per part d'invasors estrangers quan s'enfronten a la derrota durant una guerra.
Alguns informes de jauhars parlen de dones que cometen autoimmolació juntament amb els seus fills. Aquesta pràctica es va observar històricament a les regions del nord-oest de l'Índia, amb els jauhars més famosos de la història registrada durant les guerres entre els regnes hindús de Rajput a Rajasthan i els exèrcits turco-mongols musulmans. El Jauhar es va originar en el ritual sati, el procés de cremar vídues i, de vegades, es va referir a la literatura acadèmica com jauhar sati. No obstant això, el jauhar es realitza durant la guerra, normalment quan no hi havia possibilitats de victòria. La pràctica anava acompanyada de la saka, o la darrera defensa en batalla.
El terme jauhar sovint connota amb el ritual saka d'immolació-jauhar. Durant el jauhar, les dones rajput se suïcidaven amb els seus fills i objectes de valor en un incendi massiu, per evitar la captura i els abusos davant la derrota i la captura militars ineludibles. Simultàniament o després, els homes marxarien ritualment al camp de batalla esperant una mort segura, que en la tradició regional s'anomena saka. Aquesta pràctica mostra com els rajput, ja fossin homes o dones, donaven més importància als seus valors que a les seves vides.
Els Jauhar duits a terme als regnes hindús foren documentats per historiadors musulmans del sultanat de Delhi i de l'Imperi mogol. Entre els exemples més citats de jauhar hi ha el suïcidi massiu comès el 1303 per les dones de la fortalesa de Chittorgarh al Rajasthan, quan s'enfrontaren a l'exèrcit invasor de la dinastia Khalji del sultanat de Delhi. El fenomen jauhar també es va observar en altres parts de l'Índia, com al regne de Kampili, al nord de Karnataka, quan va caure el 1327 a mans dels exèrcits del sultanat de Delhi.
Hi ha una celebració anual de l'heroisme anomenada Jauhar Mela a Chittorgarh on es commemoren els avantpassats.

## Etimologia
La paraula jauhar està connectada al sànscrit jatugr̥ha "casa untada amb laca i altres materials combustibles per cremar persones vives". També s'ha interpretat erròniament que s'ha derivat del persa gōhar, que es refereix a "joia, val, virtut". Aquesta confusió va sorgir del fet que jivhar i jauhar s'escrivien de la mateixa manera amb la mateixa lletra que s'utilitzava per denotar v i u. Així, el seu significat també va arribar a denotar equivocadament el significat de jauhar.

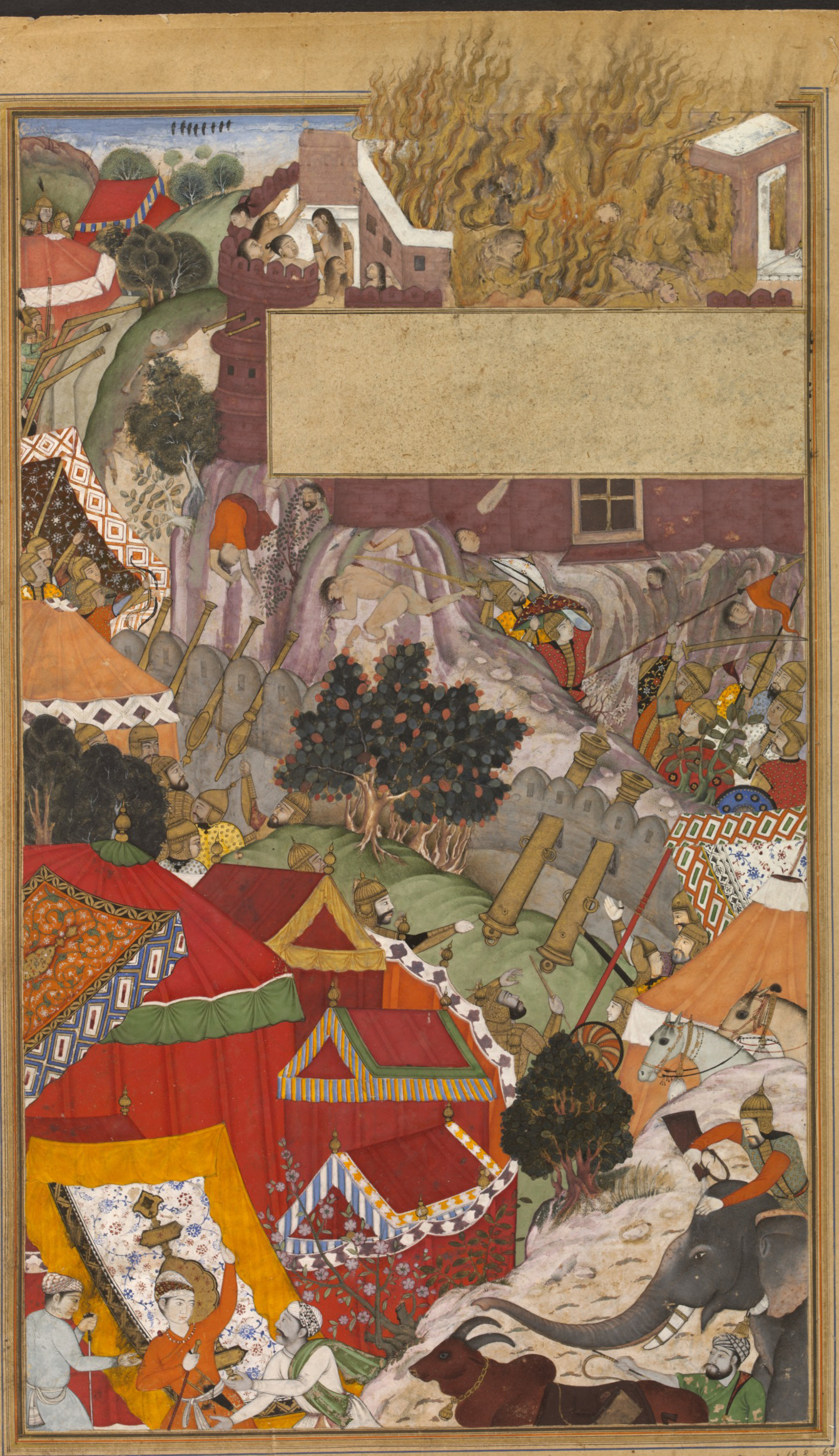
Autoimmolació (jauhar) durant el setge de Chittorgarh en 1568

## Jauhars famosos
Entre els casos més citats de jauhar hi ha les tres fets al fort de Chittaur (Chittaurgarh, Chittorgarh), a Rajasthan, el 1303, 1535 i 1568 CE. Jaisalmer ha estat testimoni de dos actes de jauhar, una l'any 1295 DC durant el regnat de la dinastia Khalji i una altra durant el regnat de la dinastia Tughlaq el 1326. Tant el jauhar com el saka es van considerar actes heroics i la seva pràctica es va glorificar a les balades i el folklore locals del Rajasthan.